# Gutmensch (film)
Gutmensch is een Nederlandse korte film die is gemaakt in het kader van Kort! 18. De film werd uitgezonden door NTR op 29 november 2018.

## Plot
Marjolein wil de vluchtelinge Zohre helpen maar die blijkt andere behoeften te hebben dan ze dacht.